# Флотація окиснених і змішаних руд кольорових металів
Флотація окиснених і змішаних руд кольорових металів
Окиснені і змішані (сульфідно-окиснені) руди є важким об'єктом збагачення, що обумовлене такими причинами:
- — корисні мінерали у цих рудах представлені карбонатами, сульфатами, гідратами, силікатами, фосфатами, сульфатами (у змішаних рудах) і іншими сполуками, які мають різну флотованість. Тому дуже складно підібрати універсальний реагентний режим, який забезпечує ефективне вилучення усіх мінеральних форм кожного металу в однойменні концентрати;
- — асоціація корисних мінералів з пустою породою (особливо з гідроксидами заліза) іноді настільки тісна, що виключає розкриття частини мінералів при економічно і технологічно прийнятному ступені подрібнення;
- — окиснені і змішані руди, як правило, сильно зруйновані, вивітрені і збагачені залізом, що є причиною вмісту в них розчинних солей і охристо-глинистих шламів, які негативно впливають на флотацію.

При флотації окиснених і змішаних руд кольорових металів можуть бути застосовані такі методи:
- — попередня сульфідизація (із застосуванням сульфідизаторів Na2S, (NH4)2S і ін.) і послідовна флотація збирачами, які використовуються для флотації сульфідів. Цей метод застосовується найчастіше;
- — безпосередня флотація із застосуванням карбоксильних збирачів. Цей метод забезпечує високе вилучення корисних мінералів, але не отримав широкого розповсюдження внаслідок малої селективності карбоксильних збирачів;
- — флотація із застосуванням ксантогенатів вищих спиртів при високій витраті реагентів. Висока вартість реагентів і відсутність будь-яких переваг цього методу у порівнянні з першим стримує його впровадження;
- — комбінований метод, який полягає у обробці подрібненої руди розчином сірчаної кислоти для вилуговування міді, цементації міді залізом і наступної флотації цементної міді разом з нерозчиненими сульфідами. Таке поєднання гідрометалургії з флотацією забезпечує високе вилучення міді з окиснених важкозбагачуваних руд;
- — безпосередня флотація з застосуванням меркаптанів. Цей метод не одержав поширення внаслідок дуже неприємного запаху меркаптанів.